# Hariobaudo
Hariobaudo, in latino Hariobaudes, (... – fl. IV secolo) fu un re di un gau alemanno nel IV secolo.
Lo scrittore romano Ammiano Marcellino riferisce che il Cesare Giuliano attraversò il Reno vicino a Mogontiacum (Magonza) nel 359 e concluse trattati di pace con i re Alemanni Hariobaudo, Macriano, Urio, Ursicino, Vadomario e Vestralpo dopo che tutti i prigionieri erano stati restituiti.
Il nome di Hariobaud deriva dall'alto tedesco antico hari (esercito)  e biotan (territori).